# Skylab Rescue

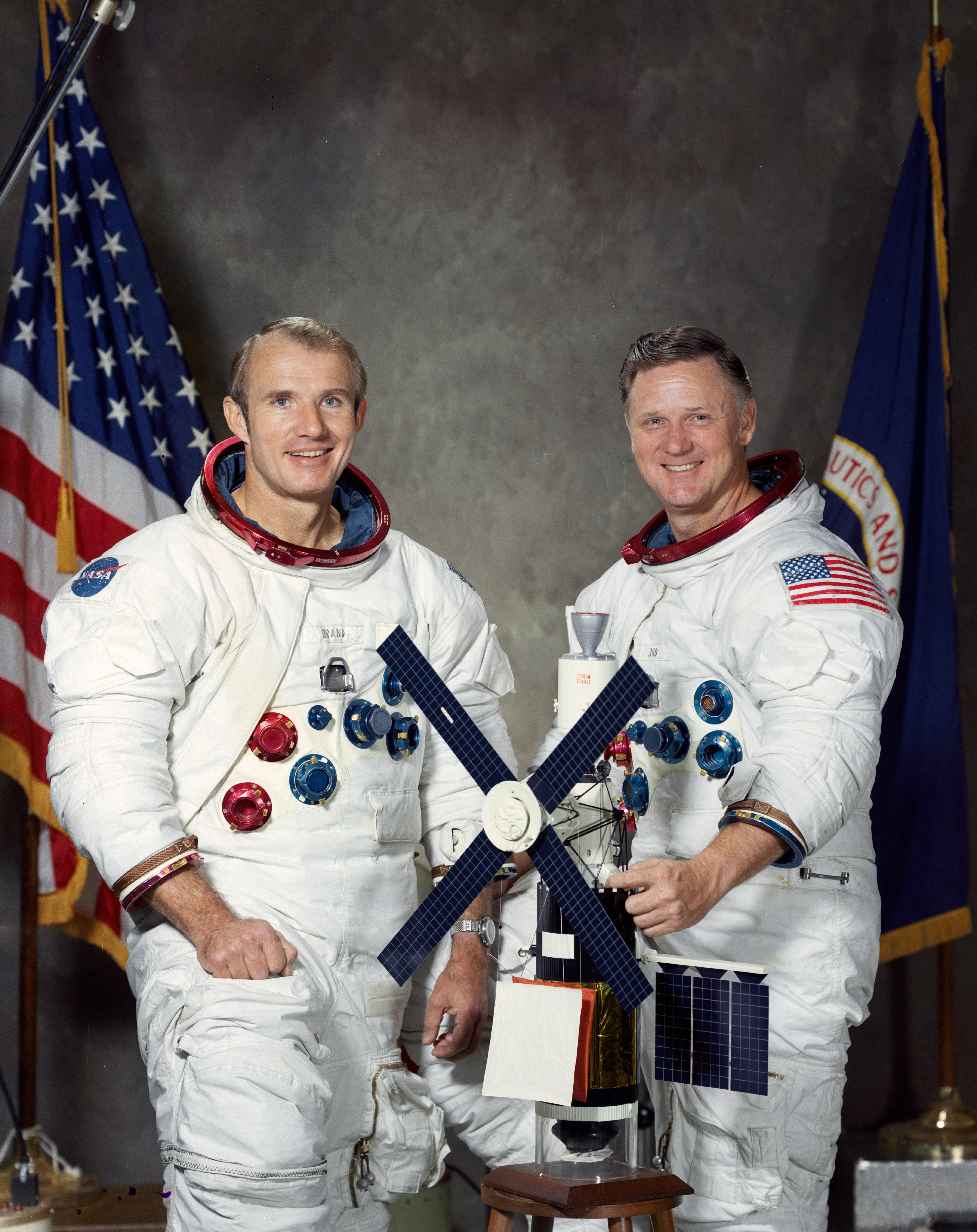
Kosmonauti připravení na misi Skylab Rescue: V. Brand a D. Lind

Skylab Rescue byla záchranná kosmická loď z roku 1973 určená pro záchranu kosmonautů ze Skylabu, orbitální stanice USA. Jednalo se o upravený velitelský a servisní modul používaný původně v programu Apollo.
Velitelský modul byl upraven tak, aby mohl na cestě k Zemi nést 5 kosmonautů (2 členy posádky Skylab Rescue a 3 zachraňované členy posádky z orbitální stanice Skylab). Měl startovat z Kennedyho vesmírného střediska na Floridě. Na oběžnou dráhu měl být vynesen raketou Saturn 1B.
Mise se neuskutečnila, protože všichni kosmonauti, účastnící se projektu Skylab, se na Zemi vrátili v pořádku ve svých kosmických lodích.

## Posádka
- Vance Brand, velitel letu
- Don Lind, pilot